# ロジャー・ホーキンス (ドラマー)
ロジャー・ホーキンス（Roger Hawkins、1945年10月16日 - 2021年5月20日）は、アメリカ合衆国のドラマー。アラバマ州のマッスル・ショールズ・サウンド・スタジオでの活動で知られる。

## 経歴
インディアナ州出身。
リック・ホールが1960年代初頭にアラバマ州に設立したフェイム・スタジオにドラマーとして所属していた。同僚のジミー・ジョンソン（ギター）、バリー・ベケット（ピアノ）、デヴィッド・フッド（ベース）らと4名で、同州のシェフィールドにマッスル・ショールズ・サウンド・スタジオを設立して活動した。
白人ドラマーだが、ソウル音楽の楽曲での演奏が多かった。彼の演奏は、パーシー・スレッジ「男が女を愛する時」、ウィルソン・ピケット「ダンス天国」「ムスタング・サリー」、アレサ・フランクリン「リスペクト」「アイ・ネバー・ラブド・ア・マン」などの曲や、ザ・ステイプル・シンガーズ、ジョニー・テイラー、ボビー・ウーマック、クラレンス・カーター、エタ・ジェイムズ、デュアン・オールマン、ジョー・コッカー、ポール・サイモン、ボブ・シーガー、ボニー・ブラムレット、ボビー"ブルー"ブランド、ボズ・スキャッグス、アルバート・キング、トラフィック、ダン・ペン、ルル、ウィリー・ネルソンらの楽曲で聴ける。
2021年5月、慢性閉塞性肺疾患で闘病中に75歳で死去。